# Byttneria scalpellata
Byttneria scalpellata är en malvaväxtart som beskrevs av Johann Baptist Emanuel Pohl. Byttneria scalpellata ingår i släktet Byttneria och familjen malvaväxter. Inga underarter finns listade i Catalogue of Life.